# Sľažany
Sľažany (allemand : Slasan, hongrois : Szelezsény) est un village de Slovaquie situé dans la région de Nitra.

## Histoire
Première mention écrite du village en 1156.

## Démographie

### Évolution de la population
| Année:               | 1994. | 2004.   | 2014.   | 2024.   |
| -------------------- | ----- | ------- | ------- | ------- |
| Nombre de personnes: | 1711  | 1704    | 1719    | 1690    |
| Différence:          |       | -0,40 % | +0,88 % | -1,68 % |

| Année:               | 2023. | 2024.   |
| -------------------- | ----- | ------- |
| Nombre de personnes: | 1688  | 1690    |
| Différence:          |       | +0,11 % |